# Lilabröstad kungsfiskare
Lilabröstad kungsfiskare (Cittura sanghirensis) är en fågel i familjen kungsfiskare inom ordningen praktfåglar.

## Utbredning och systematik
Fågeln förekommer på öarna Sangihe och Siau utanför norra Sulawesi. Den behandlades tidigare som underart till lilakindad kungsfiskare (Cittura cyanotis) men urskiljs sedan 2014 som egen art av Birdlife International och IUCN, sedan 2022 även av International Ornithological Congress (IOC) och Clements et al.

## Status
Den kategoriseras av IUCN som nära hotad.